# Осеребы
Осеребы (укр. Осереби) — село в Турийской поселковой общине Ковельского района Волынской области Украины.
До 2020 года входило в Турийский район.
Код КОАТУУ — 0725585302. Население по переписи 2001 года составляет 161 человек. Почтовый индекс — 44812. Телефонный код — 3363. Занимает площадь 0,54 км².